# Wim De Gruyter
Wim De Gruyter (20 december 1919 - 5 januari 1999) was een Vlaams sportjournalist.
Hij speelde een bijrol in de Vlaamse film De Witte (1934), als een van de speelkameraadjes van de "Witte".
In 1954 werd hij een van de eerste sportjournalisten bij het N.I.R. (thans de VRT). Hij presenteerde er onder meer het programma "Arena" en was jarenlang hoofd van de sportredactie. In 1980 verving Daniël Mortier hem in laatstgenoemde functie. Wim was de zoon van Dr. Jan Oscar De Gruyter.

## Bron
1. ↑  (en)   Wim De Gruyter in de Internet Movie Database
2. ↑  Oud-sportjournalist Daniel Mortier woensdag overleden. GVA (11 december 2002). Gearchiveerd op 21 oktober 2014. Geraadpleegd op 20 september 2015.